# La Roux
La Roux es un grupo británico de synthpop inicialmente compuesto por la cantante Eleanor Jackson, también conocida como Elly Jackson, que toca el sintetizador, y el coescritor y coproductor Ben Langmaid.
Elly puso el nombre al grupo tras encontrar en una papelera un libro de nombres para bebés que incluía el nombre La Roux, "la pelirrojo" en francés, mezclando intencionadamente las formas masculina y femenina (lo correcto sería Le Roux "el pelirrojo" o La Rousse "la pelirroja"). 
Su música recibe mucha influencia de la música pop de los años 1980, como puede ser Eurythmics, New Order, The Cure, Depeche Mode, The Human League, Yazoo, Duran Duran, Prince y Erasure. Langmaid finalmente dejó el grupo, y Elly lanzó un segundo álbum, Trouble in Paradise, en 2014, conservando el nombre del dúo.

## Miembros del grupo

### Miembros actuales

#### Elly Jackson
Nació el 12 de marzo de 1988 en Londres, Inglaterra, Reino Unido. El primer interés de Elly Jackson en la música giraba en torno a la música popular. Estaba particularmente interesada en Carole King y Nick Drake a quien descubrió en la colección de discos de sus padres. Su madre es Trudie Goodwin, quien saltó a la fama en su papel de June Ackland en la larga serie policíaca El proyecto de ley. El material musical de Jackson al principio constaba de coplas populares influenciadas por Joni Mitchell. Su gusto musical cambió a mediados de su adolescencia cuando se involucró en la escena rave. Jackson ha sido vinculada a una tendencia a la música pop, y un aspecto andrógino. 
Ha citado a los músicos David Bowie, Madonna, Prince o The Knife como sus influencias. Su ropa y peinado que ha sido comparado con la década de 1980 del grupo A Flock of Seagulls está siendo imitado por las mujeres jóvenes en Londres.
Jackson ha sido crítico de otros músicos. Ella siente que una cultura de la positividad ha bajado las normas. Jackson señaló que hace una distinción entre el trabajo de una persona y cómo es como persona. Jackson no considera que las redes sociales ayudará a las carreras de los músicos a largo plazo ya que los hace muy accesibles a expensas del misterio y la intriga.

### Miembros anteriores

#### Ben Langmaid
Ben Langmaid es la segunda mitad de La Roux, quien no participa en actuaciones en vivo con la banda. Langmaid, productor residente en Londres y compositor, participó en varios proyectos de música anteriormente. Tiene una estrecha relación con Rollo de Faithless, los dos músicos fueron a la misma escuela. Más tarde colaboró como Huff & Puff a mediados de los 90. En 1996 salió al mercado el sencillo Me Make It. También se registró Langmaid como Atomic, y fue uno de la mitad de Huff & Herb antes de participar como compositor de la banda indie Kubb 's Mother'. Este proyecto ha sido también vinculado con Rollo Armstrong, cantante de Kubb Harry Collier. Fue introducido después de que Collier cantó Happy Birthday a Armstrong mientras trabajaba de camarero en un café del norte de Londres. Langmaid rechazó la oferta de un puesto permanente en Kubb.

## Trayectoria
En 2006 Jackson y Langmaid se conocieron a través de un amigo en común. Su primer trabajo se llamó Automan e hicieron mucha cosas en acústico.
Su primer sencillo se tituló Quicksand y fue lanzando por el sello independiente Kitsune Music en diciembre de 2007. Fue entonces cuando firmaron con Polydor Records para lanzar su primer álbum.
El segundo sencillo se llamó In for the Kill y salió al mercado el 16 de marzo de 2009, del cual se han sacado varias remezclas. Esta canción debutó en el puesto 11 de las listas de sencillos del Reino Unido el 22 de marzo de 2009 ascendiendo hasta el puesto 2. Bulletproof salió el 22 de marzo y conquistó el número 1 en su país. La canción salió el 11 de agosto de 2009 en Estados Unidos y se puso en el número 1 del Dance/Club Play Chart la semana del 17 de septiembre.
Con el objetivo de promocionar La Roux, el grupo actuó como telonero de la gira de la cantante británica Lily Allen en marzo de 2009. La Roux aparecía como cabeza de cartel del Samsung NME Radar Tour 2009 y tocó junto a Magistrates y Hearbreak. Tenían planeado actuar en los festivales de Glastonbury, Reading, Oxygen y Leeds entre otros. En julio de 2009 se fueron de gira por Estados Unidos. Agotaron todas las entradas de sus dos conciertos en Australia en cuestión de minutos.
En noviembre empezaron una gira por el Reino Unido e Irlanda. La Roux ascendió hasta el puesto número 5 del BBC’s Sound of 2009. La web del periódico The Guardian publicó un artículo sobre La Roux en su sección de bandas del día, al igual que consideró al grupo como una de los mejores nuevas actuaciones de 2009 en enero de ese año. El álbum fue nominado a los premios Mercury Prize. 
La Roux ha recibido las nominaciones de los Brit Award 2010 en las categorías Artista revelación británico y Mejor sencillo de un artista británico por «In for the Kill». Fue nominada en los Grammy Awards 2011, en 2 categorías siendo ganadora en el rubro Mejor Álbum Electrónico/Dance.

## Discografía
- La Roux (2009)
- Trouble in Paradise (2014)
- Supervision (2020)